# Batalla de Saumur
La batalla de Saumur fou un enfrontament militar lliurat en el context de la Revolta de La Vendée.

## Antecedents
Durant les setmanes prèvies els republicans havien concentrat a les seves forces a Saumur i Thouars en preparació d'una ofensiva general. No obstant això, els vendeans van reaccionar abans i van començar a cercar les dues urbs, apoderant-se dels pobles propers. Thouars va caure el 5 de maig, així que els republicans van intentar recuperar-la en la nit del 8 de juny.

## Batalla
Finalment, davant la manifesta debilitat dels seus enemics, la tarda de el dia 9 tres columnes de vendeans van forçar les defenses de la ciutat simultàniament. Al sud-est de la ciutat, el centre i l'ala dreta dels vendeans són detinguts davant el castell de Saumur. Al sud-oest avança el flanc esquerre vendeà, aconseguint prendre el pont de Fouchard sobre el Thouet. Després de ser rebutjats tres vegades pels cuirassers republicans, els vendeans es reorganitzen i forcen a l'enemic a fugir. Sabent de la derrota al sud-oest, la resta de les tropes republicanes entra en pànic i intenta escapar; quan els vendeans llancen un nou atac al sud les defenses col·lapsen ràpidament. Les restes de les unitats republicanes que encara resisteixen a la ciutat queden atrapats en bastions aïllats que es rendeixen successivament durant la resta del dia.

## Conseqüències
Saumur va ser la major victòria dels vendeans en el conflicte. Gràcies a la seva captura es van fer amb un gran nombre de presoners, municions i armes, a més del control del Loira i d'una de les ciutats més importants de la seva regió. La seva destacada actuació en la victòria va ser clau perquè tres dies més tard, sota consell de Lescure, Cathelineau fos nomenat generalíssim dels vendeans.
Entre els vençuts havia el general Pierre Quétineau, qui ja havia hagut de capitular a Thouars amb 3.000 homes sota el seu comandament. Els vendeans l'havien alliberat amb els seus soldats sota la promesa de no tornar a lluitar contra ells -els seus soldats van ser alliberats després de fer el mateix jurament i se'ls va tallar els cabells per identificar-los-. Després de ser arrestat per ordre de la Convenció Nacional, Quétineau va trencar el seu jurament i va tornar a combatre contra els vandeanos. Novament vençut, se li ofereix passar-se al bàndol reialista ja que se sabia que no li perdonarien la nova derrota però rebutja la proposta per conviccions i por que el càstig caigués sobre la seva família. Condemnat per un Tribunal Revolucionari, va ser guillotinat el 17 de març de 1794.